# Danh sách sông ở Turkmenistan
Đây là danh sách các sông ở Turkmenistan

## Biển Caspian
- sông Atrek
  - Sumbar (Sari-su)
- Uzboy

## Sa mạc Karakum
- sông Tejen (Harirud)
- sông Morghab - bây giờ đổ ra kênh đào Qaraqum
  - sông Kushk
  - sông Kashkan

## Biển Aral
- Amu Darya